# ソフトコンピューティング
ソフトコンピューティング（英: Soft computing）とは、計算機科学、人工知能、機械学習、さらには他の工学分野の計算技法の集成であり、非常に複雑な事象の研究・モデル化・解析を行うものである。ターゲットとなる事象は、例えば、従来的な手法では低コストで対処できないこと、あるいは従来手法では解析できないこと、さらには完全な解法が見つかっていないことなどである。従来の手法では、比較的単純な系しかモデル化できず、正確な解析もできなかった。生物学、医学、人文科学などといった分野の扱う系は複雑であり、それまでコンピュータを使った数学的かつ解析的な手法では扱いにくかったのである。もちろん、系の複雑さは相対的なものであり、従来的な手法が役に立たないということを言っているわけではない。
ソフトコンピューティングに含まれる主な分野は次の通り。
- ニューラルネットワーク (NN)
- ファジーシステム (FS)
- 進化的計算 (EC)
  - 進化的アルゴリズム
  - 群知能
- 確率的な考え方
  - ベイジアンネットワーク
  - カオス理論

主として命題論理や述語論理などの従来の論理システムに基づくか、コンピュータの高度な演算能力に深く依存している従来技術に比較すると、ソフトコンピューティング技術は人間の推論に似ていると言える。ソフト・コンピューティングを構成する技術要素は、しばしばアプリケーションの中で互いを補うために複数同時に使われる。
従来からのハードコンピューティング技術と対照的に、ソフトコンピューティングは機械的知性を築くためにファジー技術とニューロ技術の組み合わせを使う。ハードコンピューティングと違って、それは不正確さ、不確実さ、部分的な正しさに寛容である。事実上、ソフトコンピューティングの役割モデルは人間の精神である。ソフトコンピューティングの基本的な考え方は「不正確、不確実、および部分的な正しさを大目に見て利用することで、扱いやすさや頑強性や低コストを達成する」ことである。